# Rhachisphora
Rhachisphora es un género de insectos hemípteros de la familia Aleyrodidae, subfamilia Aleyrodinae. El género fue descrito primero por Quaintance & Baker en 1917.

## Especies
La siguiente es la lista de especies pertenecientes a este género.
- Rhachisphora alishanensis Ko in Ko, Hsu & Wu, 1992
- Rhachisphora ardisiae (Takahashi, 1935)
- Rhachisphora capitatis (Corbett, 1926)
- Rhachisphora elongatus Regu & David, 1990
- Rhachisphora fijiensis (Kotinsky, 1907)
- Rhachisphora franksae Martin, 1999
- Rhachisphora indica Sundararaj & David, 1991
- Rhachisphora ixorae Sundararaj & David, 1991
- Rhachisphora kallarensis Jesudasan & David, 1991
- Rhachisphora koshunensis (Takahashi, 1933)
- Rhachisphora machili (Takahashi, 1932)
- Rhachisphora madhucae Jesudasan & David, 1991
- Rhachisphora maesae (Takahashi, 1932)
- Rhachisphora malayensis Takahashi, 1952
- Rhachisphora oblongata Ko, Wu & Chou, 1998
- Rhachisphora queenslandica Martin, 1999
- Rhachisphora reticulata (Takahashi, 1933)
- Rhachisphora rutherfordi (Quaintance & Baker, 1917)
- Rhachisphora sanhsianensis Ko in Ko, Hsu & Wu, 1992
- Rhachisphora selangorensis (Corbett, 1933)
- Rhachisphora setulosa (Corbett, 1926)
- Rhachisphora styraci (Takahashi, 1934)
- Rhachisphora taiwana Ko in Ko, Hsu & Wu, 1992
- Rhachisphora trilobitoides (Quaintance & Baker, 1917)